# 哈尔滨东站
哈尔滨东站位于中国黑龙江省哈尔滨市道外区（原太平区），位于哈尔滨铁路枢纽环线东侧，为滨北铁路和拉滨铁路的起点，同时连接有滨江联络线。原名三棵树站，因站前原有三棵参天大树而得名，1991年10月1日更名为哈尔滨东站。本站始建于1932年12月，1934年6月竣工，9月1日正式营业。哈尔滨东站是办理客运、货运及列车编组的一等站，主要办理哈佳、拉滨、滨北、滨江铁路的客货运输；国家一类对外开放口岸哈尔滨内陆港位于哈尔滨东站。

## 大事记
1932年12月，南满洲铁道株式会社开工建设三棵树站，1934年6月竣工。1934年7月，拉滨线在三棵树站与呼海铁路接轨。1934年9月1日三棵树站正式营业。三棵树站向拉滨方向单线通往五常，向太平桥方向复线通往滨江站。当时车站站舍总面积为578平方米。站线11条，其中1-6道为到发线，7-11道为拉滨线货车编解线。站内修建旅客站台2座，木制旅客天桥1座。南、北信号楼各1处，扳道房3座。专用线6条。客车库（现三棵树车辆段）同步投入使用。开行舒兰、拉法、五常等3对旅客列车，每列挂7辆或8辆车厢。日均旅客发送量500人左右。1934年9月，滨北线松花江桥（滨北桥，俗称东江桥）建成通车，三棵树站增加与江桥方向的单线，连通了呼海铁路。增加了开行北部线和佳木斯方向旅客列车。每日共开行9对旅客列车，日均旅客发送量2000人。
满铁系的三棵树站及准轨滨北铁路、拉滨铁路建成后，和苏俄控制的宽轨中东铁路系统分庭抗礼。直至1935年满洲国政府购得中东铁路路权，修建了三棵树至哈尔滨站的联络线及滨江站，三棵树车站客货业务量大幅增加。1936年车站新建站线11条，专用线6条，共有站线22条，其中1-11道为到发线，专用线12条。1937年将木造的运转室改建为二层砖瓦结构的楼房，之后又增加1条站线。1938年，三棵树站与香坊站接轨，在两站间建成东门站。三棵树站与东门站间由单线增设复线。每日开行11对旅客列车，其中有1列国际联运的旅客列车，直接开往朝鲜的釜山。年货物发送量29万吨，日均装车11车，日均卸车9车。1943年，因哈尔滨站发车去往绥化方向和滨北线各站的列车均必须在三棵树站换挂作业和机车转头，三棵树站与太平桥站间修建三线。
1946年4月，三棵树站划归北满铁路管理局绥化铁路分局；1946年9月又划归东北铁路总局拉滨分局；1946年12月划归东北铁路总局哈尔滨铁路管理局。1950年4月，车站归属新成立的哈尔滨铁路分局；1950年5月由于哈铁分局划归中苏合办的中东铁路公司，三棵树站划归齐齐哈尔铁路局绥化铁路分局；1952年底，中东铁路公司停办，三棵树站又划归哈尔滨铁路分局。
1956年，新建滨江站至三棵树区间第三线；增设增设第23-25道，使站内线路达到25条。站线普遍向南延伸有效长度。站内1-10道作为客车到发线安设了轨道电路。专用线114条。1959年，按哈尔滨铁路局设计，扩建编组场，1961年因国家缩短基本建设战线而停建。
1961年，为解决东直路道口经常发生堵塞，影响站内作业问题，修建东直路跨线桥，桥长117米，跨度7米，是一座过渡性木桥，同年10月1日动工，年末交付使用。该桥后来被拆除，在原址于1965年5月开工建设永久性钢筋混凝土跨线桥——太平区东直路铁路跨线桥，1965年9月1日建成通车，解决了原车站北侧道口火车运行频繁影响公路交通的现状。
1963年对旅客候车室进行扩建，增加面积280平方米，并将木制天桥改建为钢铁框架天桥。1972年在南调车区修建1座土驼峰，增加3条站线，并拆除南、北信号楼，在站台中部建高3层的信号楼，接发列车全部集中控制。1984年，由哈尔滨第一机械制造厂投资，在车站南侧修建跨线路人行桥。
1987年，车站进行了站场改造，在原候车室南侧新建了5000平方米的候车大厅，原候车大厅改建为售票厅，新建一座钢筋混凝土跨线天桥；同时站场新增两条旅客到发线，站台数量从两座增加到三座。1991年10月1日，车站更名为“哈尔滨东站”。当时车站有站线28条，专用线110条，调车机6台，客运站舍面积8500平方米，货场总面积30000平方米，旅客发送量为196万人，货物发送量258万吨，日均装车84车，日均卸车246车，有运转、客运、货运3个车间和10个科室，全站职工924人。
2002年，车站又装修了候车大厅和站台，并新建了售票厅和行包办理处，增设了电子显示屏。2004年，车站进行升级改造，站内由6502式电器连锁升级为计算机联锁。
2016年3月5日，哈尔滨铁路局为配合哈尔滨站改造工程，哈尔滨东站将临时封站进行改造施工。哈尔滨东站改造工程，包括新建4000平方米的高架候车室横跨线路、80米宽的地下通道纵贯站台，基本站台改为高站台等工程。2016年10月30日，哈尔滨东站恢复通车运营。
哈尔滨东站原为哈尔滨铁路局的直属车站，2019年并入哈尔滨车务段。

## 车站结构

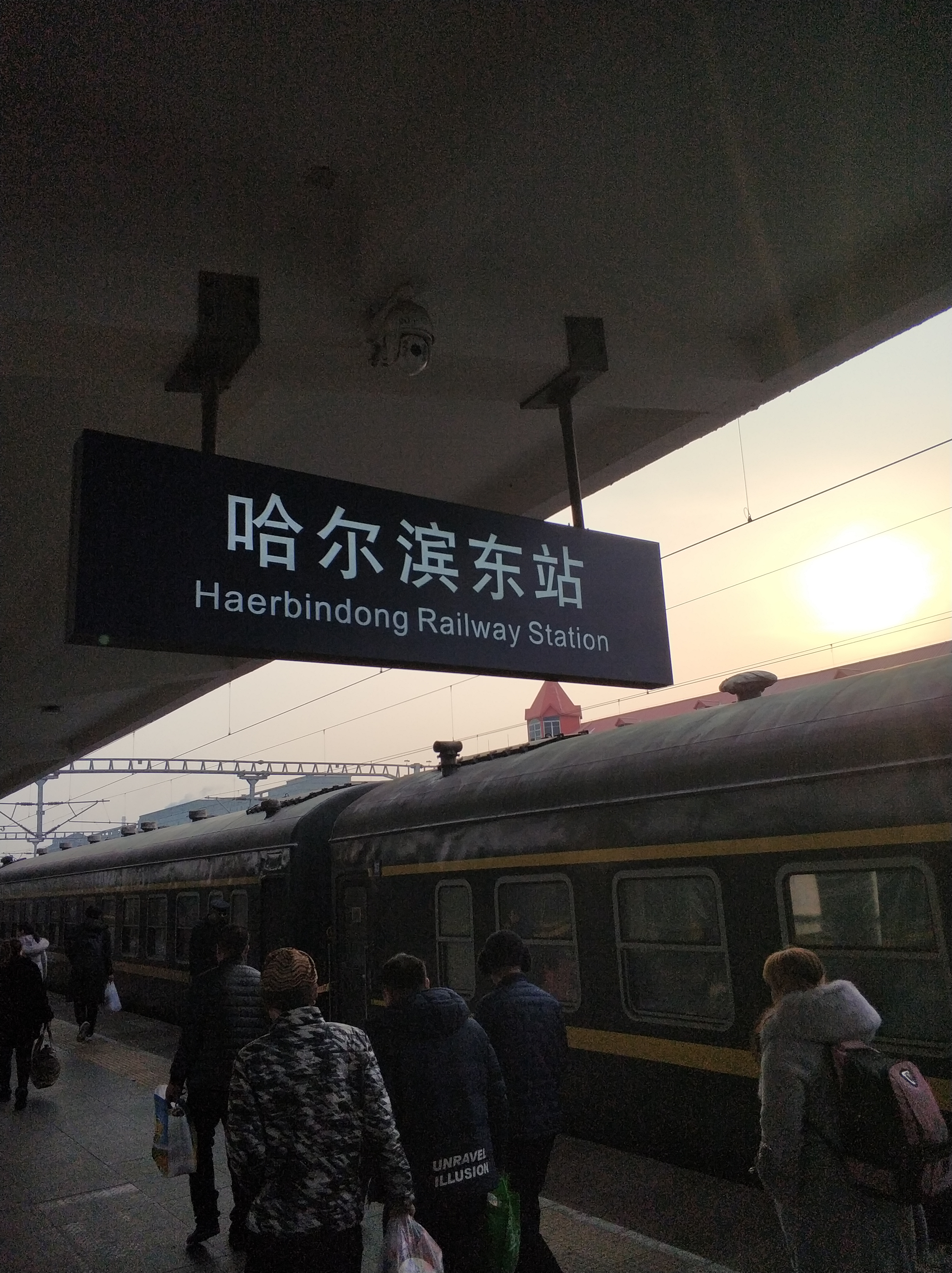
车站站台（2019年）

哈尔滨东站目前站房建于1987年，2016年进行过改造。站房宽87.14米、深27.24米、最大高速18.9米。外立面主要以玻璃马赛克和大理石装饰。车站售票处设有12个售票窗口和14台自动售取票机。高架候车室建于2016年，横跨3座旅客站台，面积4000平方米。
哈尔滨东站站场为一级二场横列式布置：其中到发场设有12条股道（含2条编发），3座旅客站台，各站台间有10米宽的旅客出站地道和5.2米宽的行包地道链接；编组场设有12条股道。站场周围的三棵树车辆段设有运用和停留线共计34条，并连接三棵树机务段。车站设有2座货场。

## 旅客列车目的地
| 目的地地区 | 列车终到目的地 |
| ---------- | --- |
| 东北地区   | 双城堡站、五常站 (哈尔滨市)、绥化站、鹤岗站、伊春站、黑河站、齐齐哈尔站、佳木斯站、铁力站、双鸭山站、七台河站、乌伊岭站、北安站、亚布力南站、海伦站、宝清站、一面坡站、龙镇站、东方红站、同江站、抚远站、虎林站、密山站、沈阳站、大连站、大连北站、丹东站、盘锦站 |
| 华北地区   | 北京站、天津站 |
| 华东地区   | 烟台站 |